# Pays-Bas au Concours Eurovision de la chanson 1980
Les Pays-Bas ont participé au Concours Eurovision de la chanson 1980 le 19 avril à La Haye. C'est la 25e participation des Pays-Bas au Concours Eurovision de la chanson.
Le pays est représenté par Maggie MacNeal et la chanson Amsterdam, sélectionnées en interne par la Nederlandse Omroep Stichting (NOS). C'est la première fois, depuis 1961, que l'artiste et la chanson représentant les Pays-Bas sont choisies en interne par le radiodiffuseur néerlandais.

## Sélection interne
Le radiodiffuseur néerlandais, la Nederlandse Omroep Stichting (NOS), sélectionne l'artiste et la chanson représentant les Pays-Bas au Concours Eurovision de la chanson 1980 en interne.
| Artiste        | Chanson   | Langue      | Traduction |
| -------------- | --------- | ----------- | ---------- |
| Maggie MacNeal | Amsterdam | Néerlandais | –          |

Lors de cette sélection, c'est la chanson Amsterdam, interprétée par Maggie MacNeal, qui fut choisie. Maggie MacNeal a déjà participé à l'Eurovision en 1974 avec Willem Duyn en tant que Mouth & MacNeal.
Le chef d'orchestre sélectionné pour les Pays-Bas à l'Eurovision 1980 est Rogier van Otterloo (en).

## À l'Eurovision

### Points attribués par les Pays-Bas
| 12 points | Allemagne   |
| 10 points | Suisse      |
| 8 points  | Grèce       |
| 7 points  | Royaume-Uni |
| 6 points  | Irlande     |
| 5 points  | Portugal    |
| 4 points  | France      |
| 3 points  | Autriche    |
| 2 points  | Norvège     |
| 1 point   | Italie      |

### Points attribués aux Pays-Bas
| 12 points                                  | 10 points  | 8 points                    | 7 points      | 6 points  |
| ------------------------------------------ | ---------- | --------------------------- | ------------- | --------- |
| - Autriche - France - Luxembourg - Turquie | - Finlande | - Allemagne                 |               | - Grèce   |
| 5 points                                   | 4 points   | 3 points                    | 2 points      | 1 point   |
| - Espagne                                  | - Portugal | - Belgique - Suède - Suisse | - Royaume-Uni | - Irlande |

Maggie MacNeal interprète Amsterdam en 15e position, suivant le Portugal et précédant la France. 
Au terme du vote final, les Pays-Bas terminent 5es sur 19 pays, ayant reçu 93 points au total provenant de quatorze pays,. Ce fut le meilleur résultat des Pays-Bas depuis sa victoire en 1975. Les Pays-Bas ont attribué leurs douze points à l'Allemagne.